# Lia Wöhr
Elisabeth « Lia » Wöhr, née le 26 juillet 1911 à Francfort-sur-le-Main, morte le 15 novembre 1994 à Oberursel) est une actrice et productrice de télévision allemande.

## Biographie
Lia Wöhr,fille d'un boulanger, grandit dans le quartier de Gallus. Après avoir vu l'opéra Salome, elle décide de devenir danseuse et exerce ce métier pendant plusieurs années. Elle va ensuite dans une école de théâtre et à la fin des années 1920, elle reçoit ses premiers engagements à Berlin en tant que chanteuse de chansons. Elle est engagée par le théâtre de Halberstadt. Cependant, elle démissionne en 1933 après le licenciement d'un collègue juif. Elle retourne à Francfort et joue des rôles classiques au Schauspiel Frankfurt. Elle assume son premier travail de mise en scène en 1937 pour un opéra.
Après la Seconde Guerre mondiale, elle est licenciée parce qu'elle avait rejoint le NSDAP en juin 1940, un tribunal la classe comme adepte et la condamne à 1 000 Reichsmarks à titre d'expiation, le gouvernement militaire l'approuve ensuite de nouveau en tant qu'actrice et professeur de théâtre. Elle est Mama Hesselbach dans les séries radiophoniques Familie Hesselbach, Prokurist a. D. Hesselbach, Büro für Lebensberatung et Hesselbach GmbH. Lorsque la série radiophonique devient une série télévisée en 1960 sous le titre Die Firma Hesselbach, Lia Wöhr tient le rôle de la femme de ménage Mme Siebenhals. La série, un grand succès en Allemagne de l'Ouest, contribue beaucoup à sa popularité.
Entre-temps, elle travaille en Italie, en Espagne et en Grande-Bretagne et met en scène Verdi, Wagner et Mozart à Rome, Madrid et Londres. Elle prend alors pour nom Elisabetta Wöhr ou Elisabeth Wöhr.
Lia Wöhr est la première femme à travailler comme productrice à la télévision allemande. Elle produit notamment la première moitié de la série Zum Blauen Bock. Elle est également productrice de la sélection pour l'Allemagne au Concours Eurovision de la chanson et est la porte-parole allemande en 1964 et 1965.
En 1976, elle prend sa retraite et n'apparaît qu'occasionnellement comme actrice au Volkstheater Frankfurt.

## Filmographie
- 1954 : Die Familie Hesselbach
- 1955 : Die Familie Hesselbach im Urlaub
- 1956 : Das Horoskop der Familie Hesselbach
- 1957 : Der ideale Untermieter
- 1960–1967 : Die Firma Hesselbach (série télévisée, 48 épisodes)
- 1964 : Doktor Murkes gesammeltes Schweigen (TV)
- 1972 : Tatort: Der Fall Geisterbahn
- 1975 : Die halbe Eva (TV)
- 1976 : Der Winter, der ein Sommer war (TV)
- 1977 : Alt Frankfurt (TV)
- 1978 : Magere Zeiten (TV)
- 1978 : Tatort – Zürcher Früchte
- 1979 : Schweig, Bub! (TV)
- 1980 : Guten Abend, Mrs. Sunshine (TV)
- 1980 : Kaiserhofstraße 12 (TV)
- 1985 : Tatort: Schmerzensgeld
- 1986 : Tatort: Automord
- 1986 : Soko brigade des stups (série télévisée, 1 épisode)
- 1987 : Die Wilsheimer (série télévisée, 1 épisode)
- 1990 : Der Millionenerbe (série télévisée, 1 épisode)
- 1991 : Der Hausgeist (série télévisée, 1 épisode)
- 1991 : Praxis Bülowbogen (série télévisée, 1 épisode)
- 1991 : Tatort: Rikki
- 1992 : Diese Drombuschs (série télévisée, 1 épisode)
- 1994 : Ärzte (série télévisée, 1 épisode)
- 1994 : Tatort: Der Rastplatzmörder

## Source de la traduction
- (de) Cet article est partiellement ou en totalité issu de l’article de Wikipédia en allemand intitulé « Lia Wöhr » (voir la liste des auteurs).